# Феноли

Фенол — найпростіший з фенолів.

Фено́ли — клас хімічних сполук, у молекулах яких присутня гідроксильна група -OH, приєднана до ароматичної групи (бензену, нафталену тощо).

## Загальний опис
Найпростішим з цього класу хімічних сполук є фенол (C6H5OH).
За кількістю ОН-груп розрізняють:
- одноатомні феноли (фенол, 1-нафтол)
- двоатомні феноли (гідрохінон, пірокатехін, резорцин)
- триатомні (пірогалол, гідроксигідрохінон, флороглюцинол)
- і т. д.

Феноли мають слабкокислотні властивості, зокрема утворюють солеподібні продукти — феноляти.
Феноли виділяють з кам'яновугільної смоли, синтезують гідролізом відповідних галогенопохідних та іншими способами.

## Застосування
Застосовують феноли у виробництві синтетичних смол, поліамідів та інших полімерів, лікарських препаратів, барвників, поверхнево-активних речовин, антиоксидантів.

## Негативний вплив
Феноли при потраплянні в організм людини призводять до різких змін в клітинах кровотворної, хрящової та кісткової тканин.